# Chionaema porrima
Chionaema porrima är en fjärilsart som beskrevs av Holland 1893. Chionaema porrima ingår i släktet Chionaema och familjen björnspinnare. Inga underarter finns listade i Catalogue of Life.